# Bahnhof Waiblingen
Der Bahnhof Waiblingen ist ein Keilbahnhof am Schnittpunkt der Bahnstrecke Stuttgart-Bad Cannstatt–Nördlingen („Remsbahn“) und der Bahnstrecke Waiblingen–Schwäbisch Hall-Hessental („Murrbahn“).

## Geschichte

### Erstes Bahnhofsgebäude

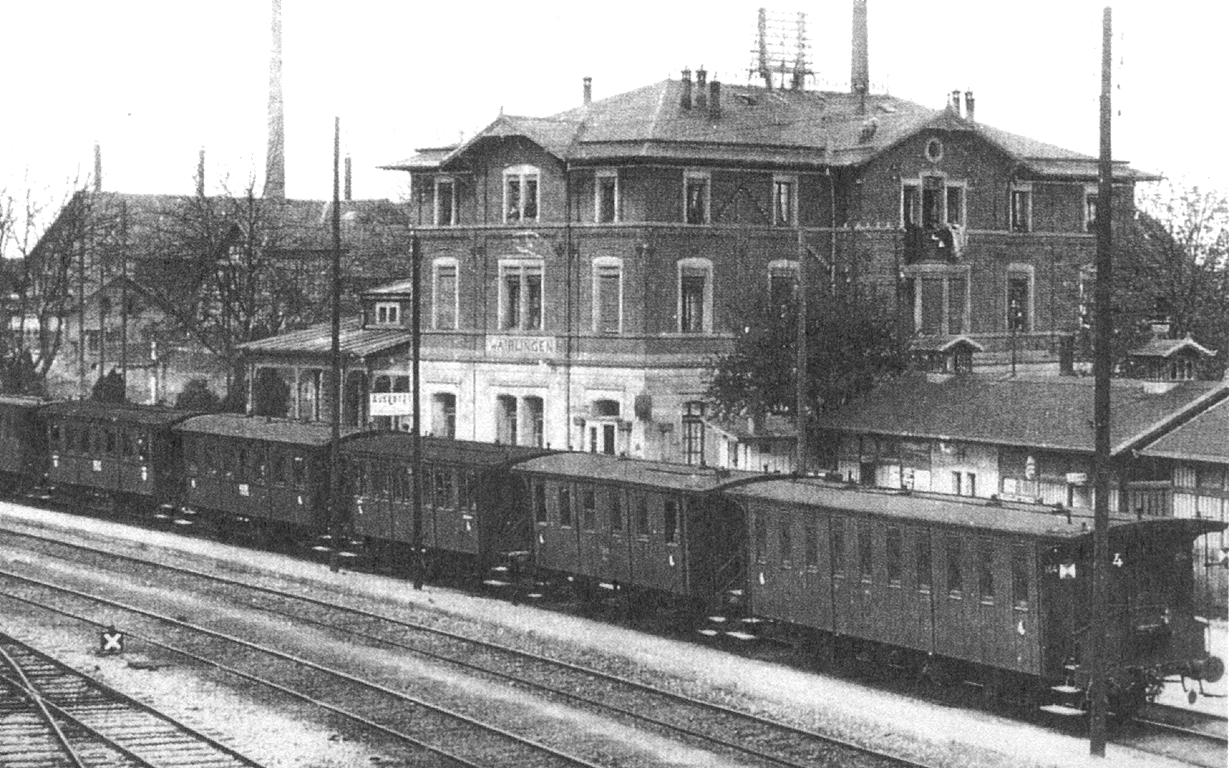
Zweites Empfangsgebäude, ca. 1900

Bereits im Jahre 1861 wurde bei der Errichtung der Remsbahn in Waiblingen ein Bahnhof errichtet, dessen Empfangsgebäude noch existiert. Es befindet sich ca. 400 m östlich des heutigen Bahnhofs (Adresse: Devizesstraße 7) und dient als Bildungszentrum. Bei der Neubebauung des Areals im Jahre 2013 blieb das Gebäude erhalten. Direkt östlich davon befand sich im Zuge der Mayenner Straße ein Bahnübergang über die Remsbahn. Dieser wurde Ende der 1960er Jahre durch eine Unterführung ersetzt.

### Zweites Bahnhofsgebäude
Mit dem Bau der Murrbahn 1876 musste der Bahnhof komplett umgebaut werden. Er wurde weiter westlich als Keilbahnhof konzipiert, da sich die Strecken schon vor dem Empfangsgebäude teilen. Das Empfangsgebäude befand sich leicht östlich der heutigen Anlagen, war zweistöckig und entsprach vom Baustil her dem Empfangsgebäude von Winnenden. Es war über eine Stichstraße an die Bahnhofstraße angebunden und wurde 1979 in der Vorbereitung auf den S-Bahn-Ausbau abgerissen.

### Drittes Bahnhofsgebäude
Das heutige Bahnhofsgebäude, welches an der Stelle seines Vorgängerbaus errichtet wurde, wurde 1980 eröffnet. Der Hintergrund war die Inbetriebnahme der S-Bahn-Linien S2 und S3 im Jahre 1981. Dabei wurde der direkte Zugang vom Empfangsgebäude zu den Gleisen aufgegeben und durch eine Busumfahrung mit Haltestellen für den Stadt- und Regionalbusverkehr ersetzt. Ebenfalls wurde das Planum des Bahnhofsvorplatzes gesenkt. Hier entstand ein großer Park-and-ride-Platz. Neben den Empfangsgebäuden in Backnang von 1975, Stuttgart-Zuffenhausen von 1982 und Ludwigsburg von 1992 handelt es sich um einen der wenigen Bahnhofsneubauten als Ersatz für alte Bausubstanz nach dem Wiederaufbau in Württemberg.

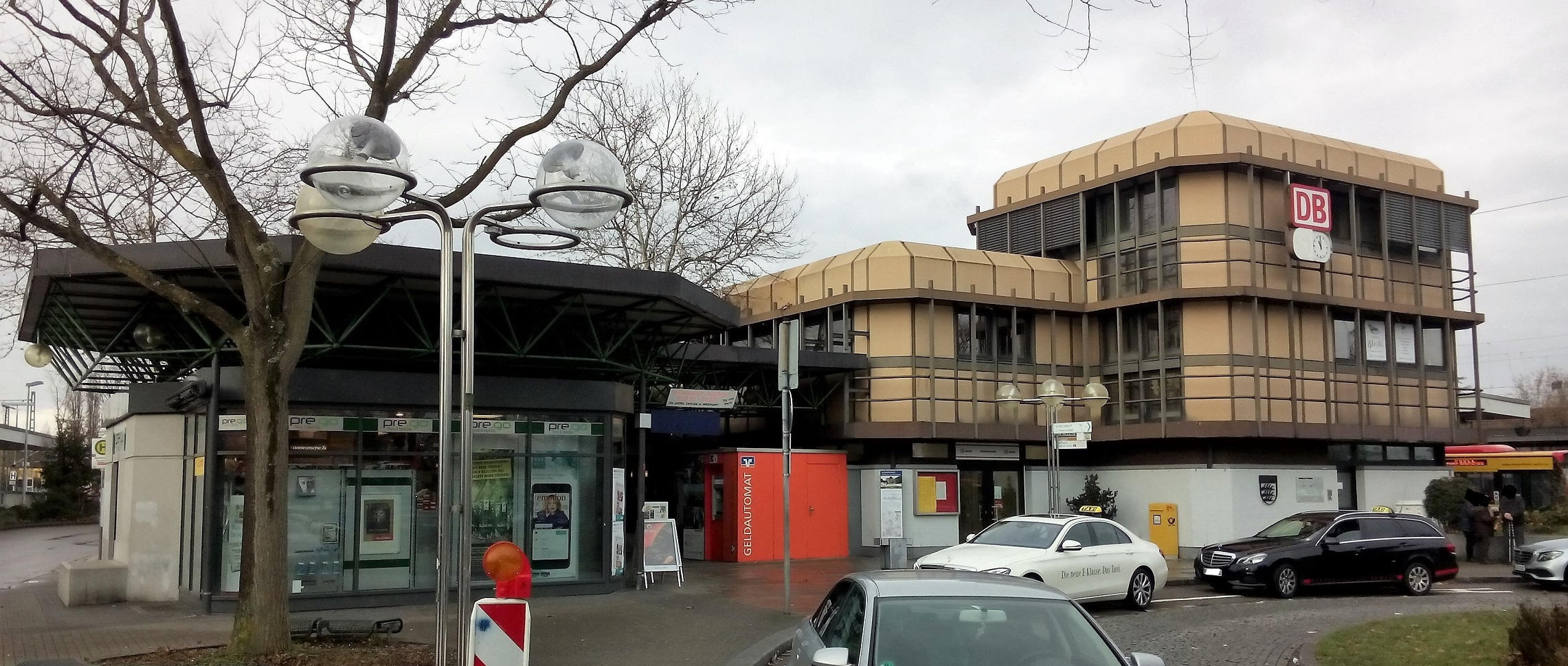
Drittes Empfangsgebäude Bahnhof Waiblingen. Blickrichtung Westen, Dezember 2017

Die letzte große Modernisierung fand Anfang 2008 statt, als die alten Kiosk- und Restauranteinrichtungen aus dem Jahre 1980 durch einen modernen Kiosk und einen Bäckerladen ersetzt wurden.
In den 1990er Jahren wurde der Richtung Schorndorf führende Teil des Bahnhofs umgebaut. Vor dem Umbau war Gleis 5 vorrangig für den Verkehr Richtung Stuttgart, Gleis 6 für den Verkehr Richtung Schorndorf und Gleis 7 für beide Richtungen vorgesehen; der Umbau veränderte, dass Gleis 7 für den Verkehr Richtung Schorndorf vorgesehen wurde, und somit das dazwischenliegende Gleis 6 betrieblich sinnvoll als Überholgleis in beiden Richtungen verwendet werden kann. Die Maßnahme war Teil eines mehr als 50 Millionen Euro umfassenden Pakets, um im morgendlichen Berufsverkehr der S-Bahn-Stuttgart einen 15-Minuten-Takt zu ermöglichen.
2009 wurde der Bahnhof behindertengerecht umgebaut.
Bei Arbeiten am Stellwerk in Waiblingen kam es am 18. November 2019 zu Problemen, in deren Folge der Zugverkehr zwischen Waiblingen und Schorndorf bis zum Morgen des 21. November 2019 weitgehend eingestellt wurde.

## Anlagen
Im Waiblinger Bahnhof befinden sich folgende Gleise (Zählung von Nord nach Süd):
- Gleis 1: Gleis der Murrbahn Richtung Stuttgart (mit Seitenbahnsteig)
- Gleis 2: Gleis für Güterverkehr/Überholgleis (mit Überhöhung)
- Gleis 3: Gleis der Murrbahn, Richtung Schwäbisch Hall (mit Seitenbahnsteig = Hausbahnsteig)

- (Gleis 4: ehemaliges Stumpfgleis für den Stuttgarter Vorortverkehr, aufgelassen 1980)

- Gleis 5: Gleis der Remsbahn Richtung Stuttgart (S-Bahn) mit Seitenbahnsteig
- Gleis 6: Gleis der Remsbahn, Richtung Stuttgart/Aalen (wechselseitig nutzbar)

- Gleis 7: Gleis der Remsbahn Richtung Aalen (S-Bahn) und Überholgleis, zwischen Gleis 6 und 7 liegt ein Mittelbahnsteig.
- Südöstlich befinden sich noch drei einseitig angebundenen Abstellgleise.

Diese Gleisnummerierung wurde erst kurz vor dem S-Bahn-Ausbau eingeführt. Vorher waren die Gleise der Murrbahn mit 1M–3M bezeichnet, und die Gleise der Remsbahn mit 1R–3R, wobei die Zählung vom Empfangsgebäude nach außen erfolgte. Das Gleis 4 wurde als Gleis 1A bezeichnet.

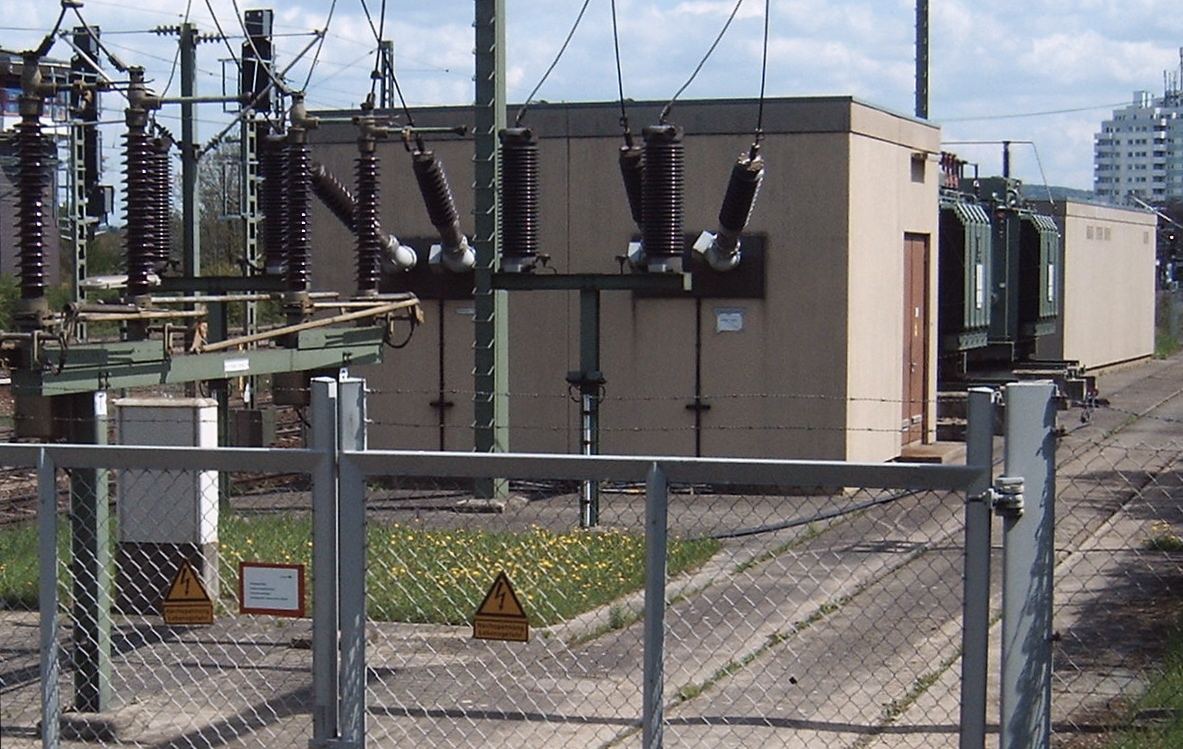
Unterwerk

Südlich der Remsbahngleise befindet sich auf bahneigenem Gelände ein Unterwerk, das für den Betrieb der S-Bahn errichtet wurde. Es besteht aus zwei Transformatoren mit je 15 MVA Leistung und besitzt eine Anschlussmöglichkeit für ein fahrbares Unterwerk. Das Unterwerk wird durch eine in Fellbach von der Bahnstrom-Hochspannungsleitung Stuttgart–Plochingen abzweigende 110-kV-Stichleitung gespeist. Aufgrund des schmalen Geländes war es das erste Unterwerk in Deutschland, bei dem die 110-kV-Schaltanlage nicht im Freien, sondern in einem Gebäude eingebaut wurde und dabei Schalter mit Schwefelhexafluorid als Isolator eingebaut wurden.
Am westlichen Bahnsteigende des Gleises 1 befindet sich ein 1966 in Betrieb genommenes Relaisstellwerk (Typ Sp Dr S60), welches für den Zugverkehr rund um Waiblingen zuständig ist.
In Waiblingen steht auch ein 1996 in Betrieb genommenes Elektronisches Stellwerk, das den Streckenabschnitt zwischen Waiblingen und Schorndorf steuert.

### Ausblick
Im Juni 2021 wurden im Rahmen des Projekts „Halbstundentakt“ Planungen für höhere Einfahrgeschwindigkeiten in Waiblingen ausgeschrieben. Damit sollen Zugfolgezeiten verkürzt und Verspätungen abgebaut werden. Dabei soll die Ein- und Ausfahrgeschwindigkeit aus Richtung Backnang nach Stuttgart von 60 auf 80 km/h erhöht werden. Dazu soll 2022 eine Weiche durch eine größere Bauform ersetzt und ein Signal versetzt werden. Die prognostizierten Kosten liegen bei 1,4 Millionen Euro. Die Maßnahme wurde auch dem dritten Gutachterentwurf des Deutschlandtakts mit unterstellt. Hierfür sind, zum Preisstand von 2015, Investitionen von 2,9 Millionen Euro vorgesehen.

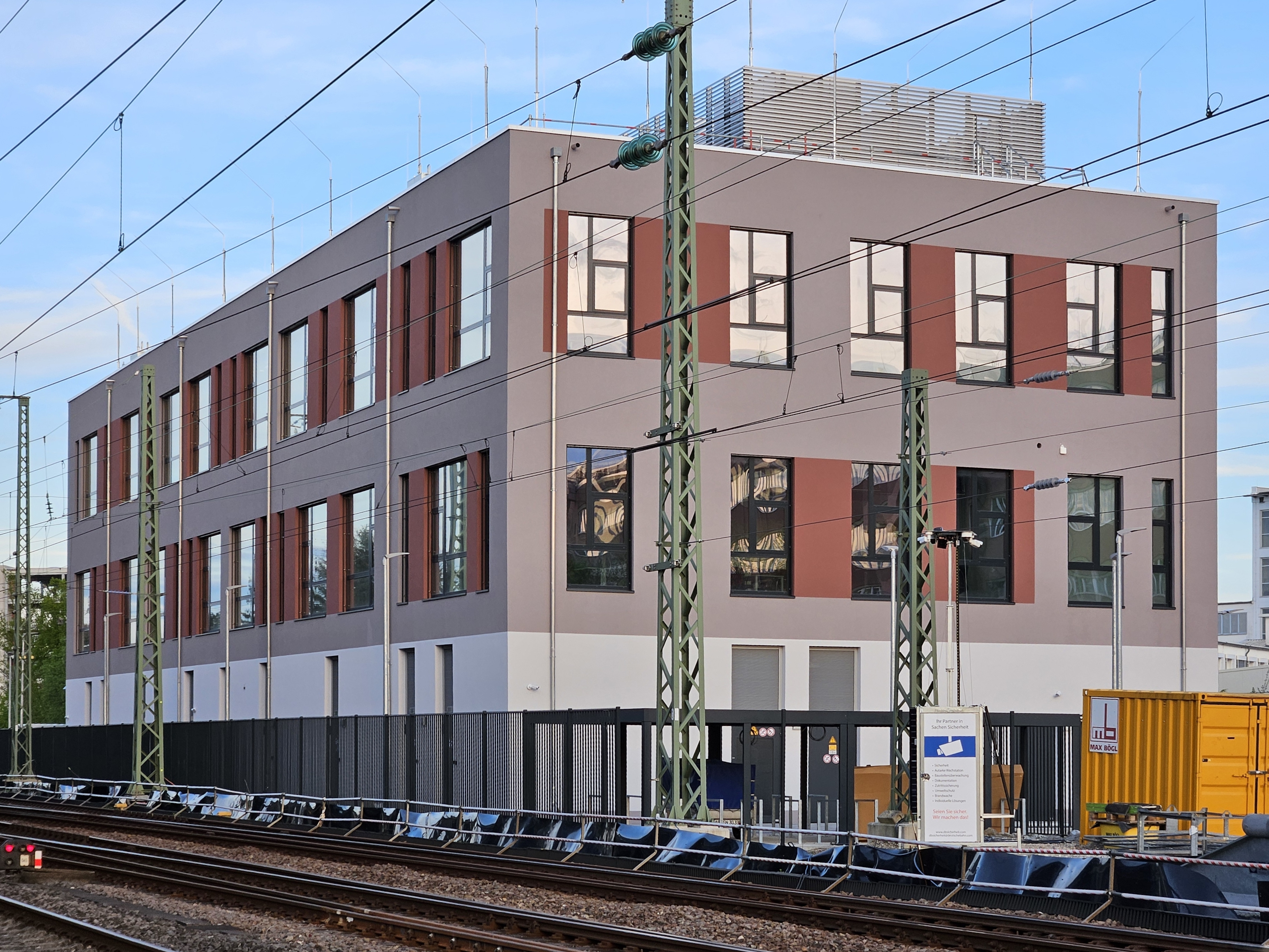
Technik- und Bedienstandort Waiblingen

Ein Teil des Relaisstellwerks sollte bis 2025 in einem Digitalen Stellwerk Stuttgart aufgehen. Im Südostkopf des Bahnhofs entstand ferner ein Bedien- und Technikstandort mit einem Digitalen Stellwerk. Darin soll der Bahnbetrieb im Kern des Knotens Stuttgarts (Digitaler Knoten Stuttgart, Baustein 1 und 2) von 18 Bedienplätzen bedient und gesteuert werden. Die Bauleistungen für das ca. 54 × 20 × 20 m messende, dreistöckige Gebäude wurden im November 2021 ausgeschrieben. Der geschätzte Auftragswert beträgt 17 Millionen Euro. Die Plangenehmigung wurde im Februar 2022 erteilt. Im März 2022 wurden die Rohbauarbeiten vergeben. Die Bauarbeiten begannen im Juli 2022. Der Rohbau sollte bis Ende 2022 stehen, der Innenausbau Anfang 2023 beginnen. Der Rohbau wurde letztlich Ende 2023 fertiggestellt. Die Baumaßnahme war 2022 beklagt, eine außergerichtliche Einigung sei in Verhandlung gewesen. Die zentralen Komponenten des Stellwerks sollen ab Sommer 2023 aufgebaut werden. Das Stellwerk sollte ab Ende 2023 in Betrieb gehen. Die Inbetriebnahme des ersten Teils (Zentraleinheit Untertürkheim) war zunächst auf Mai 2024 verschoben worden. Ende 2024 sei die technische Gebäudeausrüstung laut DB-Angaben „zu einem großen Teil“ fertiggestellt gewesen. Im ersten Halbjahr 2025 sollte der Technik- und Bedienstandort seinen Betrieb aufnehmen, noch im gleichen Jahr auch die erste Zentraleinheit des Digitalen Stellwerks. Im Juli 2025 wurde der Beginn des ersten Vorlaufbetriebs im Knoten, der Stellwerk und ETCS voraussetzt, auf Februar 2026 verschoben. Im Zuge der weiteren Ausdehnung des Digitalen Knotens Stuttgart soll auch ein Digitales Stellwerk für ca. 95 Streckenkilometer nordöstlich von Stuttgart (Planbereich 2 des DKS) in den TSO integriert werden.
Für Verkabelungsarbeiten für das in Waiblingen entstehende Stellwerk wurden im März 2023 kurzfristig weitreichende Sperrungen in Bad Cannstatt sowie zwischen Bad Cannstatt und Waiblingen angekündigt. Die kurzfristige Ankündigung sowie die weitreichenden Auswirkungen dieser Sperrungen stießen auf vielfältige Kritik. Die wochenlangen Sperrungen waren wesentliche Ursache für rückläufige Fahrgastzahlen der S-Bahn im Mai 2023 im Vergleich zum Vorjahr.
Der Bahnhof selbst ist Teils des Planbereichs 2 des Digitalen Knotens Stuttgart, der im Jahr 2031 in Betrieb genommen werden soll.
Im März 2021 beantragte DB Energie die Erneuerung des Unterwerks. Eine entsprechende Plangenehmigung wurde im März 2022 erteilt.
Im November 2021 wurde der Rückbau einer Weiche mit begleitendem Lückenschluss beantragt.

## Zugangebot
| Linie  | Strecke                                                              | Takt                                                  |
| ------ | -------------------------------------------------------------------- | ----------------------------------------------------- |
| MEX 90 | Stuttgart – Waiblingen – Schwäbisch Hall-Hessental                   | 120 min (abwechselnd mit RE 90)                       |
| RE 90  | Stuttgart – Waiblingen – Schwäbisch Hall-Hessental – Nürnberg        | 120 min (abwechselnd mit MEX 90)                      |
| MEX 19 | Stuttgart – Waiblingen – Gaildorf West (– Schwäbisch Hall-Hessental) | 60 min                                                |
| MEX 13 | Stuttgart – Waiblingen – Aalen (– Ellwangen – Crailsheim)            | 30 min (bis Ellwangen 60 min; bis Crailsheim 120 min) |
| S 2    | Schorndorf – Waiblingen – Filderstadt                                | 30 min (in der HVZ 15 min)                            |
| S 3    | Backnang – Waiblingen – Vaihingen (– Flughafen/Messe)                | 30 min (in der HVZ 15 min)                            |

(Stand April 2022)
Von Ende Mai bis zum 22. Oktober 2018 hielten aufgrund von Bauarbeiten auf der Bahnstrecke Karlsruhe–Stuttgart in Waiblingen nachts die ICE-Züge 618 und 619. Im Waiblinger Bahnhof wurden sie gewendet, was sonst in Karlsruhe erfolgte.